# Senado (Spanien)
Der Senado de España ist die Kammer der territorialen Repräsentation des spanischen Parlamentes, in etwa vergleichbar mit dem Bundesrat in Deutschland (Mitglieder nicht direkt gewählt), dem Bundesrat in Österreich (nicht direkt gewählt) und dem Ständerat in der Schweiz (direkt gewählt). Der Sitz des Senates befindet sich an der Plaza de la Marina in Madrid.

## Funktionsweise
Der Senat hat momentan 265 Mitglieder, wovon 208 nach folgendem Modus in allgemeiner, freier, gleicher, unmittelbarer und geheimer Wahl gewählt werden:

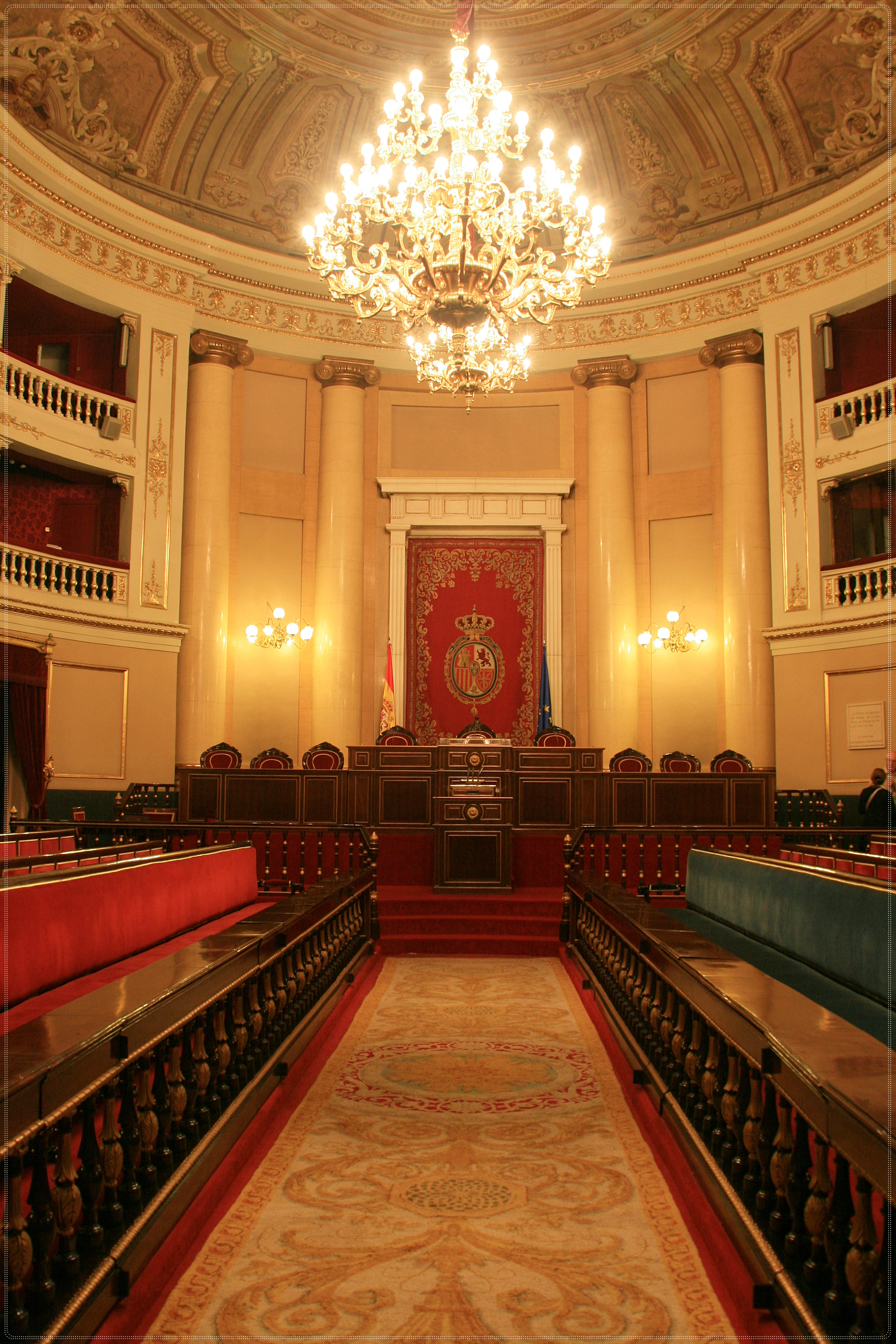
Salon des Senats

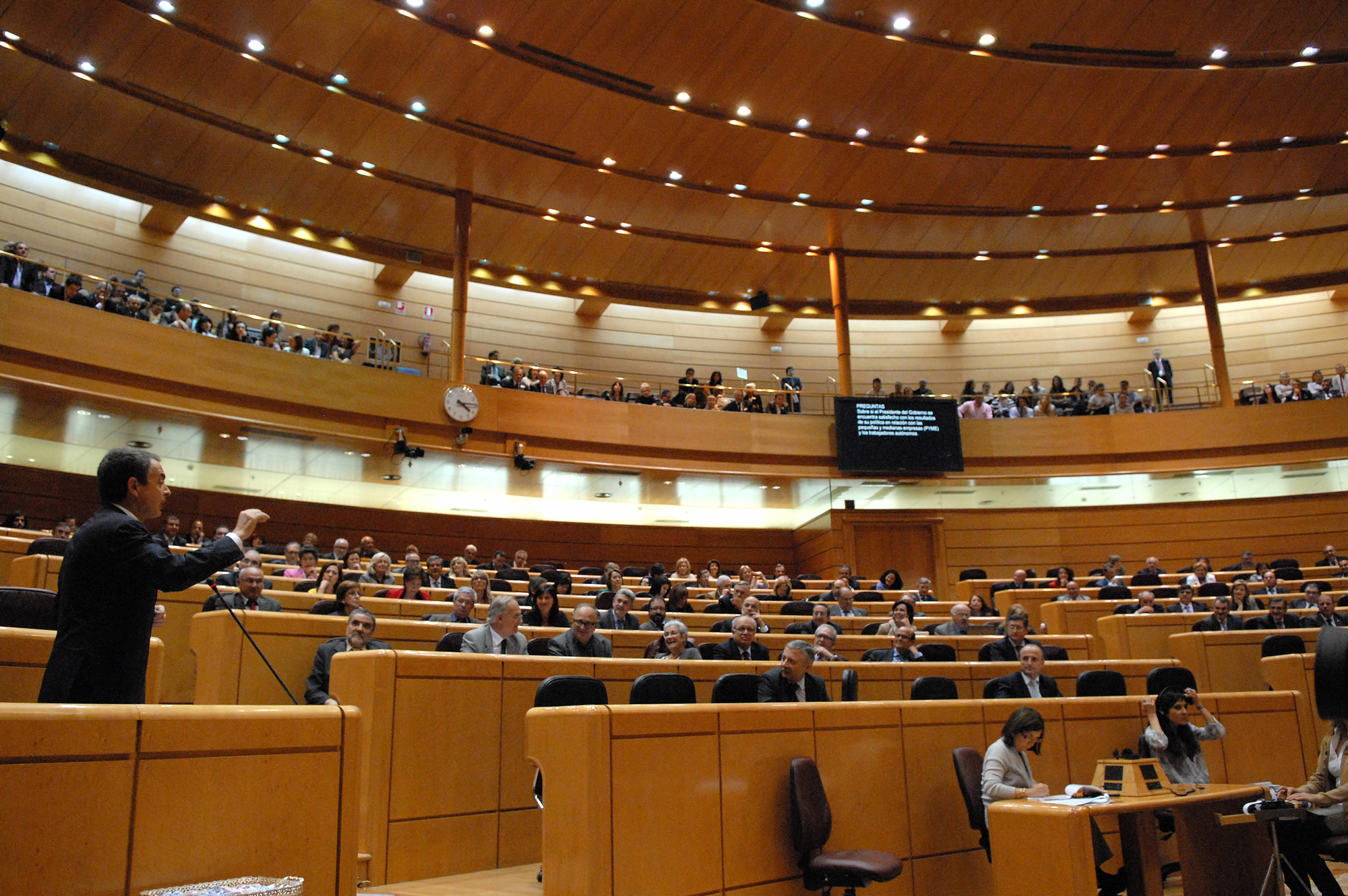
Sitzung des Senats

- Die Wahlberechtigten jeder Provinz (mit Ausnahme der Provinzen Las Palmas de Gran Canaria, Santa Cruz de Tenerife und Balearische Inseln) wählen vier Senatoren (unabhängig von der Bevölkerungszahl).
- Die Inseln Gran Canaria, Mallorca und Teneriffa wählen je drei Senatoren.
- Die Inseln Ibiza-Formentera, Menorca, Fuerteventura, Gomera, El Hierro, Lanzarote und La Palma wählen je einen Senator.
- Die beiden „autonomen Städte“ (spanisch ciudades autónomas) Ceuta und Melilla an der Nordküste Afrikas wählen je 2 Senatoren.

Zusätzlich benennen die Regionalparlamente der Autonomen Gemeinschaften Spaniens je einen Senator sowie einen weiteren je einer Million Einwohner in der jeweiligen Gemeinschaft. Die Zahl der so bestellten Senatoren wird alle zehn Jahre an die Bevölkerungsentwicklung angepasst und ist daher variabel. Insgesamt sind es ca. 50 Senatoren, die durch indirekte Wahl in den Senat entsandt werden. Auch der Senat wird auf vier Jahre gewählt.
Die letzten Wahlen fanden am 10. Dezember 2023 statt. Gegenwärtiger Senatspräsident ist Ander Gil García (Sozialistische Arbeiterpartei PSOE). Im Senat vertreten sind 8 Fraktionen. 
Nach Artikel 90 der spanischen Verfassung kann der Senat Gesetzentwürfe, die vom Kongress der Deputierten beschlossen sind, mit der Mehrheit seiner Mitglieder („absolute Mehrheit“) ablehnen. Der Kongress kann dieses Veto mit absoluter Mehrheit zurückweisen. Wesentliche Unterschiede zum deutschen Bundesrat sind etwa, dass die Mitglieder des Senats nicht Mitglieder der regionalen Exekutivorgane sind, dass die Stimmabgabe nicht für jede Region einheitlich erfolgen muss und dass der Vorsitz nicht turnusmäßig zwischen den Regionen wechselt.